# Anopheles chodukini
Anopheles chodukini este o specie de țânțari din genul Anopheles, descrisă de Friedrich Wilhelm Martini în anul 1929. Conform Catalogue of Life specia Anopheles chodukini nu are subspecii cunoscute.